# Јирол (језеро)
Јирол (енгл. Lake Yirol) је речно језеро у Јужном Судану у вилајету Ел Бухајрат, око 5 километара северно од града Јирола. Захвата површину од око 16 км², дугачко је 9 км, а широко 2,5 километара. Окружено је са свих страна мочварним земљиштем и богато травном вегетацијом, па је и станиште бројних врста птица. Налази се у долини реке Јирол, на надморској висини од 440 метара.